# Kozacy (powieść)
Kozacy (ros. Казаки) – powieść Lwa Tołstoja opublikowana po raz pierwszy w 1862 roku; należy do cyklu kaukaskiego twórczości autora. 

## Treść opowieści
Głównym bohaterem opowieści jest dwudziestoczteroletni Dymitr Olenin. Jest on bohaterem romantycznym i w poszukiwaniu przygód rezygnuje z bezpiecznego życia urozmaiconego przepychem Petersburga, wstępuje do wojska i jako junkier jedzie do jednego z kaukaskich pułków piechoty Cesarstwa Rosyjskiego. Znajduje ów pułk stacjonującym w stanicy kozackiej gdzieś na Kaukazie nad rzeką Terek. Tam zapoznaje się z życiem Kozaków kubańskich, z ich obyczajami i stwierdza, iż jest osobą obcą, ponieważ mimo osobistego uroku nie potrafił zdobyć serca Kozaczki Marii.

## Filmy
W 1961 r. na moskiewskiej wytwórni filmów Mosfilm został nakręcony film pod tytułem Kozacy, oparty na opowieści Lwa Tołstoja o tymże tytule. Jego reżyserem był Wasilij Pronin.